# Vacheresse
Vacheresse és un municipi francès del departament de l'Alta Savoia i la regió d'Alvèrnia-Roine-Alps.